# Doubleback
Singles de ZZ Top
My Head's in Mississippi
(1990) Concrete and Steel
(1990)
Doubleback est une chanson du groupe américain ZZ Top écrite pour le film Retour vers le futur 3 puis sortie dans l'album Recycler en 1990.
La chanson ouvre le générique de fin de Retour vers le futur 3 et une version acoustique instrumentale (arrangée par Alan Silvestri) sur un air de musique country est jouée dans une scène du film, par les ZZ Top eux-mêmes, qui font ainsi un caméo.
Cette chanson s'est classée no 1 dans le Mainstream Rock Tracks chart pendant cinq semaines, et a été nommée au MTV Video Music Awards en 1990 (en), dans la catégorie meilleure vidéo de film (en).

## Crédit de traduction
- (en) Cet article est partiellement ou en totalité issu de l’article de Wikipédia en anglais intitulé « Doubleback » (voir la liste des auteurs).